# سازمان انقلابیون کمونیست
سازمان انقلابیون کمونیست (م-ل) سازمان مائوئیستی بود که در جنبش دانشجویی خارج از ایران علیه رژیم سلطنتی پهلوی فعالیت می‌کرد. (م-ل) در اسم این سازمان اشاره به «مارکسیسم-لنینیسم» دارد.
این سازمان رسماً در سال ۱۳۴۹ اعلام موجودیت کرد و شدیداً با سیاست‌های شوروی به رهبری خروشچف یا به قول خود «رویزیونیسم خروشچفی» و «بیراهه‌های سازش طبقاتی و مسالمت جویی» مخالف بود و در عوض طرفدار مائو تسه تونگ و استراتژی جنگ خلق وی بود و از انقلاب فرهنگی چین پشتیبانی می‌کرد. این سازمان در برنامهٔ خود ایدئولوژی طبقه کارگر را «مارکسیسم-لنینیسم-اندیشه مائوتسه دون» اعلام کرد.
سازمان انقلابیون کمونیست (م-ل) در سال ۱۳۵۵ خورشیدی با گروه پویا و گروه زحمت متحد شد و همراه با یکدیگر اتحادیه کمونیست‌های ایران (سربداران) را تأسیس کردند.
این سازمان را می‌توان هستهٔ اولیه جریانی دانست که امروز حزب کمونیست ایران(مارکسیست-لنینیست-مائوئیست) آن را نمایندگی می‌کند.